# Mike Tyson - Tutta la verità
Mike Tyson - Tutta la verità (Mike Tyson: Undisputed Truth) è un film per la televisione biografico diretto da Spike Lee con protagonista Mike Tyson, che racconta la storia della sua vita.

## Produzione
Le riprese della pellicola iniziano nel mese di luglio 2013 e si svolgono nella città di New York.

## Distribuzione
Il primo trailer del film viene diffuso online dalla HBO il 5 ottobre 2013.
La pellicola è stata trasmessa in anteprima mondiale il 16 novembre 2013 sul canale HBO. In Italia arriva su Sky Cinema Cult il 18 novembre 2014.